# Merkawre Sobekhotep
Merkawre Sobekhotep (còn được biết đến là Sobekhotep VII) là vị pharaon thứ 37 của vương triều thứ 13 trong thời kỳ Chuyển tiếp thứ Hai. Ông có lẽ đã cai trị toàn bộ miền Trung Ai Cập và có thể là cả Thượng Ai Cập vào giai đoạn giữa thế kỷ thứ XVII TCN từ năm 1664 TCN cho đến năm 1663 TCN. Ngoài ra, nhà Ai Cập học người Đức Thomas Schneider xác định niên đại cho triều đại của vị vua cai trị ngắn ngủi này là từ năm 1646 TCN cho tới năm 1644 TCN

## Chứng thực
Merkawre Sobekhotep được chứng thực nhờ vào một con dấu bọ hung không rõ nguồn gốc và bởi hai bức tượng dành riêng cho thần Amun. Những bức tượng này ban đầu có nguồn gốc là từ Karnak, ngày nay chúng nằm tại Bảo tàng Ai Cập và ở bảo tàng Louvre. Hai bức tượng trên đều miêu tả Merkawre Sobekhotep cùng với hai người con trai Bebi và Sobekhotep, cả hai đều mang tước hiệu "Người con trai của đức vua" và "viên quan triều đình".
Tên của Merkawre Sobekhotep còn có mặt trong cuộn giấy cói Turin (Ryholt: hàng thứ 8 cột thứ 8, Gardiner & von Beckerath: hàng thứ 7, cột thứ 8) và trong bản danh sách vua Karnak. Cuộn giấy cói Turin ghi lại rằng triều đại của ông kéo dài trong 2 năm, số tháng bị mất và 3 tới 4 ngày. Do vậy, Ryholt quy cho ông một triều đại kéo dài 2 năm rưỡi.

## Vị trí trong biên niên sử
Vị trí chính xác của Merkawre Sobekhotep trong biên niên sử của vương triều thứ 13 không được biết chắc chắn. Theo như cuộn giấy cói Turin, Merkawre Sobekhotep là người kế vị trực tiếp của vua Sewadjkare Hori. Darrell Baker coi ông là vị vua thứ 37 của vương triều này, Kim Ryholt cho rằng ông là vị vua thứ 38 và Jürgen von Beckerath xác định ông là vị vua thứ 32 của vương triều này. Tiếp sau triều đại của Merkawre Sobekhotep, trình tự của các vị vua thuộc vương triều thứ 13 lại vô cùng không chắc chắn do một vết hổng lớn đã ảnh hưởng tới cuộn giấy cói Turin. Có từ 4 đến 7 tên của các vị vua đã bị mất do vết hổng này.